# Piròlisi

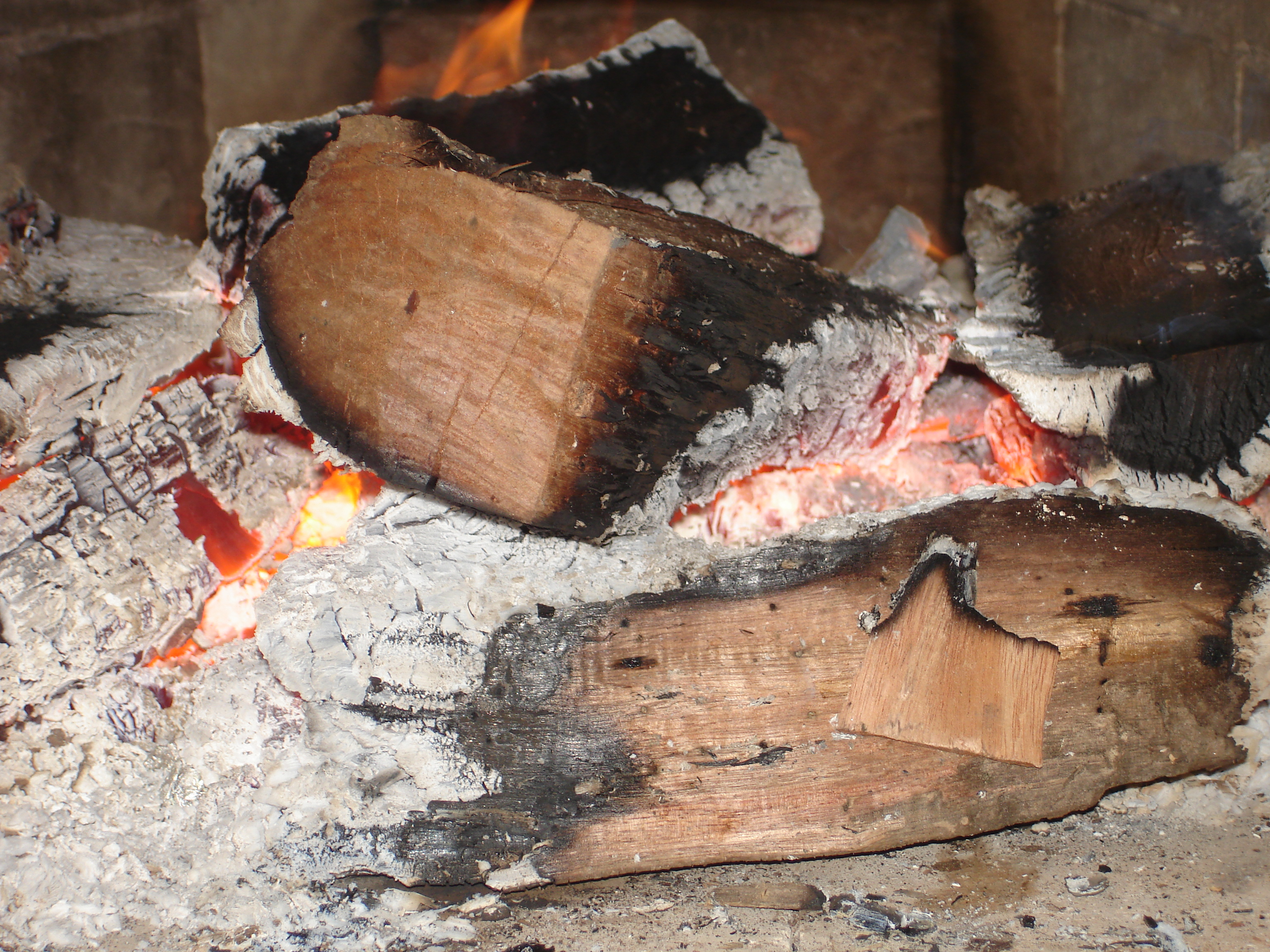
Trossos de fusta cremant, que mostren diverses etapes de piròlisi seguides de combustió oxidativa.

Una farga de ferrer, amb un bufador que força l'aire a través d'un llit de combustible per augmentar la temperatura del foc. A la perifèria, el carbó es pirolitza, absorbint la calor; el coc al centre és carboni gairebé pur, i allibera molta calor quan el carboni s'oxida.

La piròlisi és la descomposició tèrmica de materials a temperatures elevades en una atmosfera inerta. Implica un canvi de composició química. La paraula es va encunyar a partir dels morfemes derivats del grec pyro "foc" i lysis "separar".
La piròlisi s’utilitza sovint en el tractament de materials orgànics. És un dels processos implicats en la carbonització de la fusta. En general, la piròlisi de substàncies orgàniques produeix productes volàtils i deixa carbó, un residu sòlid ric en carboni. La piròlisi extrema, que deixa sobretot carboni com a residu, s’anomena carbonització. La piròlisi es considera el primer pas en els processos de gasificació o combustió.
El procés s’utilitza molt a la indústria química, per exemple, per produir etilè, moltes formes de carboni i altres productes químics a partir del petroli, el carbó i fins i tot la fusta, per produir coc a partir del carbó. S'utilitza també en la conversió de gas natural (principalment metà) en hidrogen gas no contaminant i carbó sòlid no contaminant, iniciant la producció en volum industrial. Les aplicacions ideals de la piròlisi convertirien la biomassa en gas de síntesi i carbonet, els residus de plàstic tornarien a ser oli utilitzable o els residus en substàncies d’eliminació segura.

## Productes primaris obtinguts per piròlisi
La piròlisi comença al voltant dels 250 °C i és gairebé completa al voltant dels 500 °C. A partir de la piròlisi es poden obtenir diferents productes secundaris que es poden utilitzar en funció de la tecnològia de tractament que s'utilitzi. Els principals productes primaris del procés de piròlisi són:
- Gasos: CO (Monòxid de carboni), CO₂ (Diòxid de carboni), CH₄ (Metà), C₂H₆ (Età); petites quantitats d'hidrocarburs lleugers
- Líquids: compostos per una gran varietat de productes com cetones, àcid acètic i compostos aromàtics
- Sòlids: el residu carbonós que pot ser utilitzat com a combustible per la producció de carbó actiu.

## Piròlisi anhidra
La piròlisi és normalment anhidra (sense aigua). Aquest fenomen ocorre normalment quan un compost orgànic sòlid s'escalfa suficientment, exemples: en fregir, rostir o torrar. (Encara que aquests processos es duen a terme en una atmosfera normal, les capes externes del material conserven l'interior sense oxigen.
El procés també ocorre quan es crema un combustible sòlid compacte, com la fusta. De fet, les flames d'un foc de fusta es deuen a la combustió de gasos expulsats per piròlisi, no per la combustió de la fusta en si mateixa. Un antic ús industrial de la piròlisi anhidra és la producció de carbó vegetal mitjançant la piròlisi de la fusta. Més recentment la piròlisi ha estat feta servir a escala massiva per tornar el carbó en carbó de coc per la metal·lúrgia, especialment en la fabricació d'acer. Es pensa que la piròlisi anhidra té lloc durant la catagènesi, la conversió de querogen a combustible fòssil.
En moltes aplicacions industrials aquest procés es duu a terme sota pressió i a temperatures per sobre dels 430 °C. La piròlisi anhidra també es pot fer servir per produir un combustible líquid similar al gasoil a partir de biomassa sòlida o plàstics. La tècnica més comuna fa servir uns temps de residència molt baixos (<2 segons) i temperatures entre 350-500 °C.
L'aplicació de piròlisi al tractament de residus privat o industrials ha guanyat acceptació juntament amb altres tecnologies avançades de tractament de residus. La piròlisi es pot fer servir també com una forma de tractament termal per reduir el volum dels residus i produir combustibles com a subproducte. També ha sigut emprada per produir un combustible sintètic per motors de cicle dièsel a partir de residus plàstics.

## Piròlisi aquosa
El terme piròlisi es fa servir de vegades per anomenar també la termòlisi amb presència d'aigua, tal com el craqueig per vapor d'aigua del petroli o la depolimerització tèrmica dels residus orgànics en cru lleuger.

## Mecanismes
Els diferents mecanismes de la piròlisi són:
- La carbonització és una piròlisi extrema que té per objectiu reduir la matèria orgànica a carbó o bé a augmentar el contingut de carboni d'un material parcialment carbonitzat. Sovint la carbonització és exotèrmica, el que significa que en principi podria ser auto-sostenible i ser utilitzat com una font d'energia que no produeix diòxid de carboni. En el cas de la glucosa, la reacció allibera al voltant de 237 calories per gram.
- La priolisi convencional és un tipus de piròlisi suau. Es duu a terme a temperatures inferiors a 500 °C, baixes velocitats d'escalfament i temps de residència que van des de mig minut als 5 minuts. Obtenim quantitats semblants de sòlid, líquid i gas.
- La piròlisi ràpida (piròlisi flash) es duu a terme en menys de 250g amb temperatures entre 300 °C i 550 °C.
- Flash-líquid a temperatures moderades. És una de les varietats de piròlisi que hi ha. Consisteix a maximitzar el rendiment a líquid amb temperatures al voltant dels 500 °C, velocitats d'escalfament moderadament altes i curts temps de residència. Els reactors ideals de treball són el de llit fluïditzat i el llit de transport(riser).
- Flash-gas és la pirolisi a altes temperatures quan es vol maximitzar el rendiment a gas amb altes temperatures (majors de 700 °C), amb velocitats d'escalfament altes i curts temps de residència. Els reactors ideals de treball són el llit fluïditzat i el llit fluïditzat circulant. Segons el tipus de conversió hi ha dues temperatures òptimes per la piròlisi flash-gas segons dos tipus de conversió: 800-900 °C que condueix a la formació d'un gas amb un alt contingut en hidrocarburs (gas combustible) i 900-1000 °C que condueix a la formació d'un gas compost principalment per H₂ i CO (gas de síntesi).
- Amb piròlisi al buit el material orgànic s'escalfa al buit per tal de reduir el punt d'ebullició i evitar reaccions químiques adverses.

## Influència de la temperatura
La temperatura de piròlisi és, sinó el paràmetre de major importància, una de les variables primordials juntament amb la velocitat de calefacció. La temperatura és un paràmetre important en totes les etapes i, per tant, en el rendiment final del procés, ja que afavoreix al trencament de molècules complexes per donar lloc a altres més senzilles, el que sembla la causa de l'augment, amb la temperatura, de la producció de gas juntament amb la disminució dels rendiments líquids i sòlids.
Com a idea general es pot dir que a altes velocitats d'escalfament i a alta temperatura final es produeix majoritàriament gas, mentre que a
temperatures finals i velocitats d'escalfament menors es produeixen majoritàriament líquids o sòlids.
En els gasificadors de llit fluïditzat es té normalment velocitats d'escalfament altes (fins a milers d'EC/s), mentre que en els reactors de llit mòbil les velocitats d'escalfament solen ser moderades (de l'ordre de 0,2-0,5 EC/s).
En l'etapa de gasificació pròpiament dita, donada la reversibilitat de la majoria de les reaccions, la temperatura influeix en els equilibris de reacció. En general per a diferents combustibles es pot dir que l'augment de temperatura afavoreix l'augment del contingut en el gas producte d'H₂ i CO en detriment del CH₄ i l'H₂O. La Humitat i la velocitat de calefacció o escalfament són dos paràmetres importants i relacionats amb la temperatura en piròlisi.
És un paràmetre de gran importància que marca la diferència entre una piròlisi flash i una piròlisi suau. Es pot definir com la velocitat corresponent al temps necessari perquè les partícules s'escalfin des de la temperatura ambient fins a la temperatura de completa descomposició. La piròlisi flash queda definida per una velocitat mitjana de 250-300 K/s quan la temperatura màxima és de 700-1000 °C. Quan el component principal d'un reactor és un material refractari i, treballant a elevades temperatures, la velocitat de calefacció arriba a ser d'1.000.000 K/s. En aquestes condicions s'obté una alta producció de gasos, la qual cosa fa que, un augment en la velocitat de calefacció no millora els resultats, mentre que, si es disminueix, s'entra en les condicions de piròlisi suau, on el rendiment en gasos i líquids és menor i la quantitat de residu sòlid carbonós és major.
Quan es treballa a velocitats de calefacció baixes (de 5 a 30 °C/min) i per a temperatura final de 200 a 500 °C, les diferents velocitats tenen poca influència sobre els productes de piròlisi. I, segons Leu (1975), a velocitats de calefacció per sota dels 160 °C/min, el mecanisme de piròlisi és normalment independent d'aquesta velocitat.
- Temps de residència
- La quantitat de mostra

La quantitat de mostra és una variable important en la piròlisi. Les modificacions en el pes de la mostra influeixen més directament sobre la transferència de matèria i calor en el reactor que sobre els mecanismes químics.
S'han realitzat molts estudis sobre la influència de la quantitat de mostra quan es treballa amb TG. Així, per exemple, Antal i col. comprovaren que els resultats no s'alteraven si la quantitat de mostra oscil·lava entre 2 i 10 mg; segons Bilbao i col el pes inicial de mostra no influeix en la conversió obtinguda per a pesos menors de 5 mg; Raman i col treballen amb una quantitat de mostra entre 0,5 i 1,5 mg per a reduir els efectes de transmissió de calor i matèria.
Quan es treballa amb un equip analític Pyroprobe, es pot concloure que no hi ha variacions significatives dels resultats si la quantitat de mostra oscil·la entre 0.02 i 0.9 mg.
- Mida de partícula: Partícules sòlides

## Atmosfera de reacció
Per a l'atmosfera de reacció és preferible utilitzar gasos inerts com ara el N₂ o l'heli. També s'ha estudiat l'acció de vapors condensables de dissolvents com ara el metanol o l'etilglicol i atmosferes reductores com la de CH₄ o H₂.
En el cas de l'ús de dissolvents, no s'aprecia que intervinguin en cap reacció química, però es recullen condensats juntament amb l'oli pirolític, la qual cosa complica l'anàlisi de l'oli.
Així doncs, es pot dir que si s'utilitzen atmosferes reductores, s'ha de tenir en compte les possibles reaccions del gas portador amb els fragments de descomposició de la piròlisi o amb el vapor d'aigua format.

## Contaminació produïda per la piròlisi
El tractament tèrmic de residus té una història llarga i polèmica, ja que es pot considerar una combustió incontrolada que no proporciona cap mena de contenció o tractament dels gasos, cendres i altres residus. La piròlisi és una tècnica que crema a altes temperatures i amb poc oxigen, (per sota de l'òptim per la combustió) és a dir, funciona amb aire controlat o en mode pirolític. Amb la piròlisi es produeix una certa oxidació i la formació de dioxines i altres compostos relacionats amb la combustió incompleta.
La piròlisi es fa a temperatures entre els 400 °C i 800 °C i aquestes temperatures els residus que es formen són gasos, líquids i cendres sòlides que s'anomenen «coque» de piròlisi. La proporció relatives dels productes depèn de la composició del residu, de la temperatura i del temps que li apliquem. Una curta exposició a altes temperatures, piròlisi ràpida, maximitza el producte líquid. Si apliquem temperatures més baixes durant temps més llargs predominaran les cendres sòlides.
Hi ha molts compostos que són produïts durant la piròlisi i algun d'ells encara no han sigut identificats. Si aquests productes no són recollits pel seu aprofitament i els deixem anar al medi ambient, poden ser considerats contaminats en major o menor grau de l'aire, aigua o sòl. Aquests contaminants es poden classificar en tres grups: partícules sòlides, gasos no condensables, que inclouen: gasos nocius com CO, CO₂, hidrocarburs (metà, età, etilè, acetilè, propà, butilè...) i H2 i Matèria orgànica pirolenyosa o condensable
En la piròlisi de biomassa, s'ha de tenir cura amb la generació de productes tòxics com SOx, NOx HCl i compostos organoclorats. Si comparem els nivells obtinguts amb els obtinguts en una incineració: òxids de sofre, òxids de nitrogen, clorur d'hidrogen i compostos organoclorats.

## Quantitat de mostra[calcitació]
La quantitat de mostra és una variable important en la piròlisi. Les modificacions en el pes de la mostra influeixen més directament sobre la transferència de matèria i calor en el reactor que sobre els mecanismes químics.
S'han realitzat molts estudis sobre la influència de la quantitat de mostra quan es treballa amb TG. Així, per exemple, Antal i els seus col·laboradors comprovaren que els resultats no s'alteraven si la quantitat de mostra oscil·lava entre 2 i 10 mg; segons Bilbao i els seus col·laboradors el pes inicial de mostra no influeix en la conversió obtinguda per a pesos menors de 5 mg; Raman i els seus col·laboradors treballen amb una quantitat de mostra entre 0.5 i 1.5 mg per tal de reduir els efectes de transmissió de calor i matèria.
Quan es treballa amb un equip analític Pyroprobe es pot concloure que no hi ha variacions significatives dels resultats si la quantitat de mostra oscil·la entre 0.02 i 0.9 mg.